# Anania verbascalis
Anania verbascalis là một loài bướm đêm thuộc họ Crambidae. Loài này có ở châu Âu.
Sải cánh dài 22–26 mm. Con trưởng thành bay từ tháng 6 đến tháng 8 tùy theo địa điểm.
Ấu trùng ăn Teucrium scorodonia và Verbascum thapsus.

## Hình ảnh

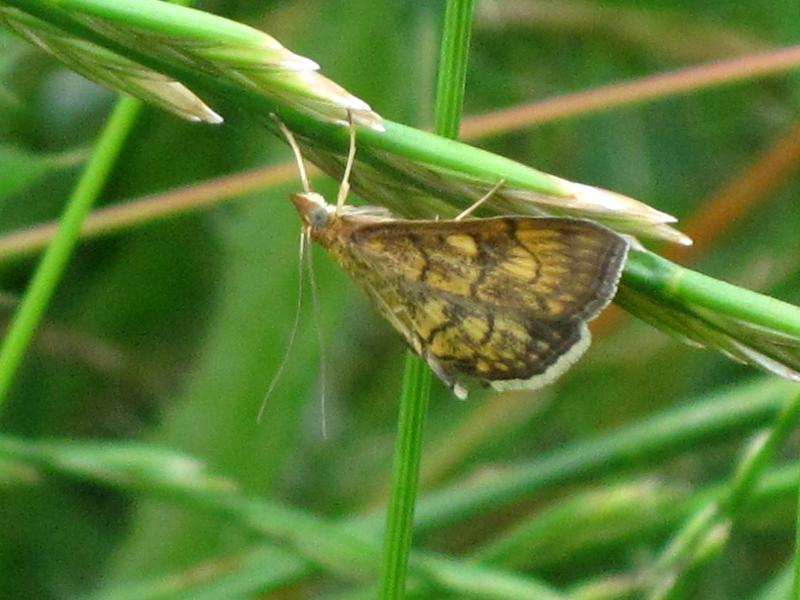
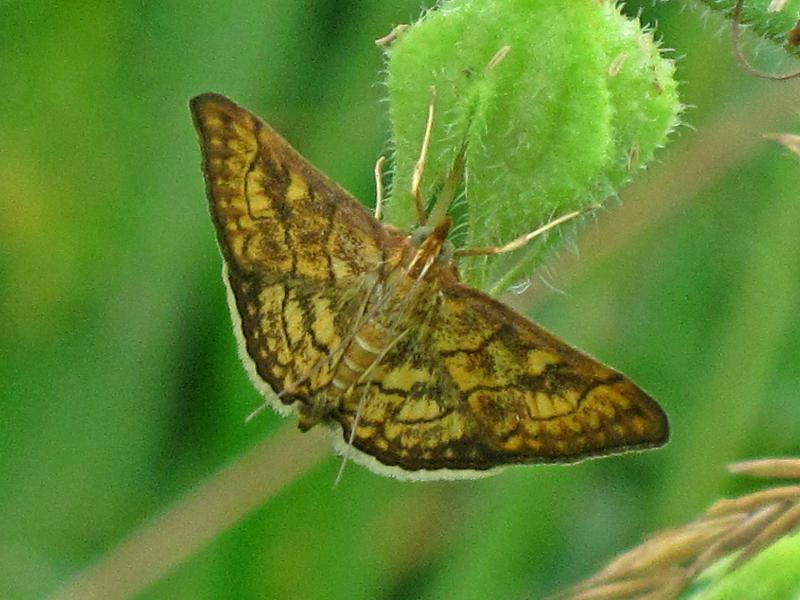